# Durteint
Le Durteint (Vidange de la Guette puis Ru de Barcq dans sa partie amont) est un petit cours d'eau de France en Seine-et-Marne affluent en rive droite de la Voulzie.

## Géographie
Ce petit cours d'eau est le principal affluent de la Voulzie.
Son lit repose sur des argiles sparnaciennes, alimentés par la nappe des calcaires lacustres du Lutétien, du bartonien et plus superficiellement par la nappe des calcaires de Champigny.
Il prend successivement les noms de Vidange de la Guette puis ru du Barcq, enfin le Durtreint.

### Communes traversés
Dans le seul département des Seine-et-Marne, le Durteint traverse ou longe les cinq communes suivantes (de l'amont vers l'aval) :
Voulton (source) ~ Rupéreux ~ Rouilly ~ Provins ~ Poigny

## Affluents
Le Durteint a 5 affluents référencés.
Il reçoit les eaux du ru de Villars (10,52 km), du Fossé 01 de Vouravoult (3,86 km), du ru du Plessis (2,28 km), du Ravin des Vaux  (2,18 km) et du Fossé 01 des Coutures (1,58 km).
Donc, le rang de Strahler est de deux.

## Eau de Paris
Des sources appelées sources du Durteint (commune de Rouilly) sont captées et acheminées à l'aqueduc de la Voulzie qui alimente Paris en eau potable.

## Histoire
Cette rivière participait à la renommée de la ville de Provins au Moyen Âge, par une de ses spécialités : le drap. Celui-ci, fait en laine, était réputé pour sa qualité et sa couleur d'un bleu foncé, le bleu « ners », obtenu grâce à la dureté de l'eau de la rivière Durteint.